# Centroina bondi
Espèce
Synonymes
- Centrina bondi Platnick, 2000

Centroina bondi est une espèce d'araignées aranéomorphes de la famille des Lamponidae.

## Distribution
Cette espèce est endémique d'Australie. Elle se rencontre en Nouvelle-Galles du Sud, dans le Territoire du Nord et au Victoria.

## Description
La femelle holotype mesure 8,1 mm et le mâle 5,4 mm.

## Étymologie
Son nom d'espèce lui a été donné en référence au lieu de sa découverte, la forêt d'État de Bondi.

## Publication originale
- Platnick, 2000 : A relimitation and revision of the Australasian ground spider family Lamponidae (Araneae: Gnaphosoidea). Bulletin of the American Museum of Natural History, no 245, p. 1-330 (texte intégral).